# Bosellia mimetica
Bosellia mimetica là một loài sên biển thuộc họ Plakobranchidae. Loài sên biển này rất nhỏ và có chiều dài dưới 1 cm (0,4 in). Bosellia mimetica có thân hình tròn, dẹt và có các đốm màu xanh lá. Màu sắc của loài này bắt chước màu của loài tảo Halimeda tuna và Flabellia petiolata. Phạm vi sống của chúng bao gồm biển Địa Trung Hải, bán đảo Iberia, biển Caribe và bờ biển Đại Tây Dương của Nam Mỹ.

## Mô tả
Bosellia mimetica là một loài sên biển nhỏ, dẹt, chiều dài của chúng hiếm khi vượt quá 8 mm (0,3 in).  Khi ngủ, cơ thể chúng có hình bầu dục, nhưng khi di chuyển, cơ thể sẽ kéo dài ra giống như hạt gạo. Bộ râu của loài Bosellia mimetica được cuộn lại và có màu nhạt hơn so với màu cơ thể. Loài này có màu xanh lá cây giống như màu của loài tảo mà chúng ăn. Loài này có thể được phân biệt với loài Bosellia cohellia vì loài Bosellia mimetica có bộ râu ngắn hơn so với Bosellia cohellia.

## Phạm vi
Loài Bosellia mimetica được tìm thấy trong các vùng nước nông ở Địa Trung Hải, trên bờ biển Đại Tây Dương của Tây Ban Nha, ở vùng biển Caribe và kéo dài cho tới Brazil. Chúng được tìm thấy ở độ sâu từ 2 đến 100 m (7 đến 328 ft).

## Sinh thái
Bosellia mimetica là loài ăn tảo và dường như chỉ ăn loài tảo Halimeda và Flabellia petiolata. Các mô chứa các chất chuyển hóa thứ cấp có nguồn gốc từ tảo được loài này sử dụng để chống lại việc bị săn mồi. Tuy nhiên, một số cá thể đã được quan sát bị mất phần cơ thể hình lưỡi liềm và có hình dạng tương tự như phần bị mất trên cây tảo, đây có thể là do sự săn mồi không chủ ý khi một số loài cá như Sparisoma cretense ăn cây tảo. Ở Địa Trung Hải, trứng của chúng có hình xoắn ốc với màu vàng nhẹ hoặc màu xám nhẹ và được tìm thấy trên cây tảo vào mùa hè và mùa thu.
Khi loài này ăn tảo thì chúng cũng hấp thụ lục lạp và lưu trữ chúng trong thành của tuyến tiêu hóa. Khi đó, lục lạp còn hoạt động trong vòng 45 ngày và làm cho loài này có màu xanh. Trong cơ thể của loài sên biển Bosellia mimetica, lục lạp sẽ quang hợp và tạo ra carbonhydrat, cung cấp cho loài này nguồn dinh dưỡng cần thiết.